# Malonato

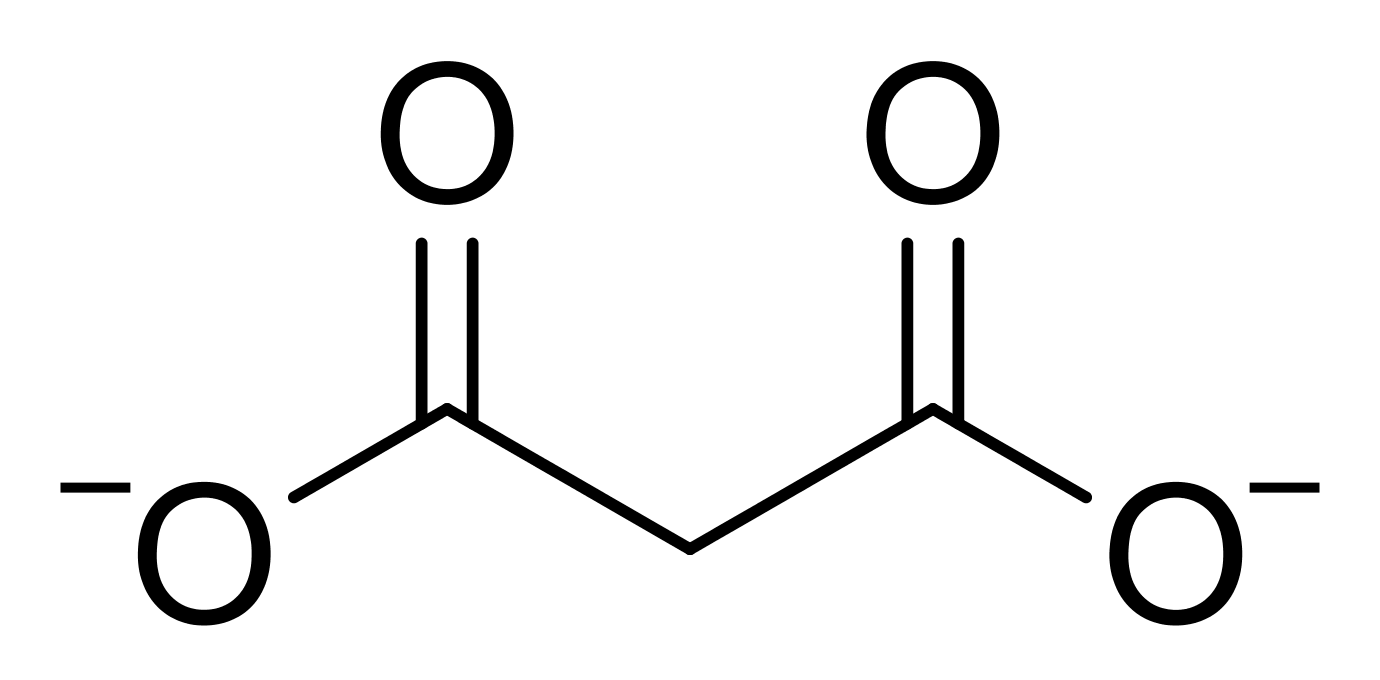
Formula di struttura del malonato

Il malonato è un inibitore competitivo della succinato deidrogenasi, enzima che catalizza la reazione di ossidazione del succinato a fumarato nella respirazione cellulare. Essendo un inibitore competitivo la sua azione può essere rimossa da aggiunta di ulteriore succinato.